# Lajas (distrito)
Lajas é um distrito do Peru, departamento de Cajamarca, localizada na província de Chota.

## Transporte
O distrito de Lajas é servido pela seguinte rodovia:
- PE-3N, que liga o distrito de La Oroya (Região de Junín) à Puerto Vado Grande (Fronteira Equador-Peru) no distrito de Ayabaca (Região de Piura)
- PE-3NC, que liga a cidade de Chota ao distrito de Cutervo [1][2][3]